# TI-RTOS
TI-RTOS é um ecossistema de ferramentas para embarcados, criado e oferecido pela Texas Instruments (TI) para uso em uma grande variedade de processadores embarcados. Ele inclui um componente do sistema operacional em tempo real chamado "TI-RTOS Kernel" (anteriormente conhecido como "SYS / BIOS"), juntamente com componentes adicionais que suportam drivers de dispositivo, pilhas de conectividade de rede, gerenciamento de energia, sistemas de arquivos, instrumentação e comunicação interna do processador.
TI-RTOS pode ser usado dentro do ambiente do Code Composer Studio, IAR Embedded Workbench e o GNU Compiler Collection (GCC). Versões separadas de TI-RTOS são fornecidas para suportar MSP43x da TI (incluindo MSP432), SimpleLink Wireless MCU, Sitara, Tiva-C, C2000, C6000 e linhas de dispositivos embarcados.
TI-RTOS fornece uma ampla gama de serviços de sistemas para aplicativos como multitarefa preemptiva, gerenciamento de memória e análise em tempo real. 

## Licenciamento
A maioria dos componentes TI-RTOS são liberados sob a licença BSD. Qualquer usuário pode reconstruir o kernel usando o código-fonte.